# 태풍 셀마 (1987년)
태풍 셀마(태풍번호 8705, JTWC 지정 번호 05W, 국제명 THELMA)는 1987년의 첫 번째 슈퍼 태풍으로서, 강력한 세력으로 고흥 반도에 상륙하여 대한민국에 매우 큰 피해를 냈다. 한반도에 상륙한 7월의 태풍 중에서는 가장 강하다고 평가하는 태풍이다.

## 태풍의 진행

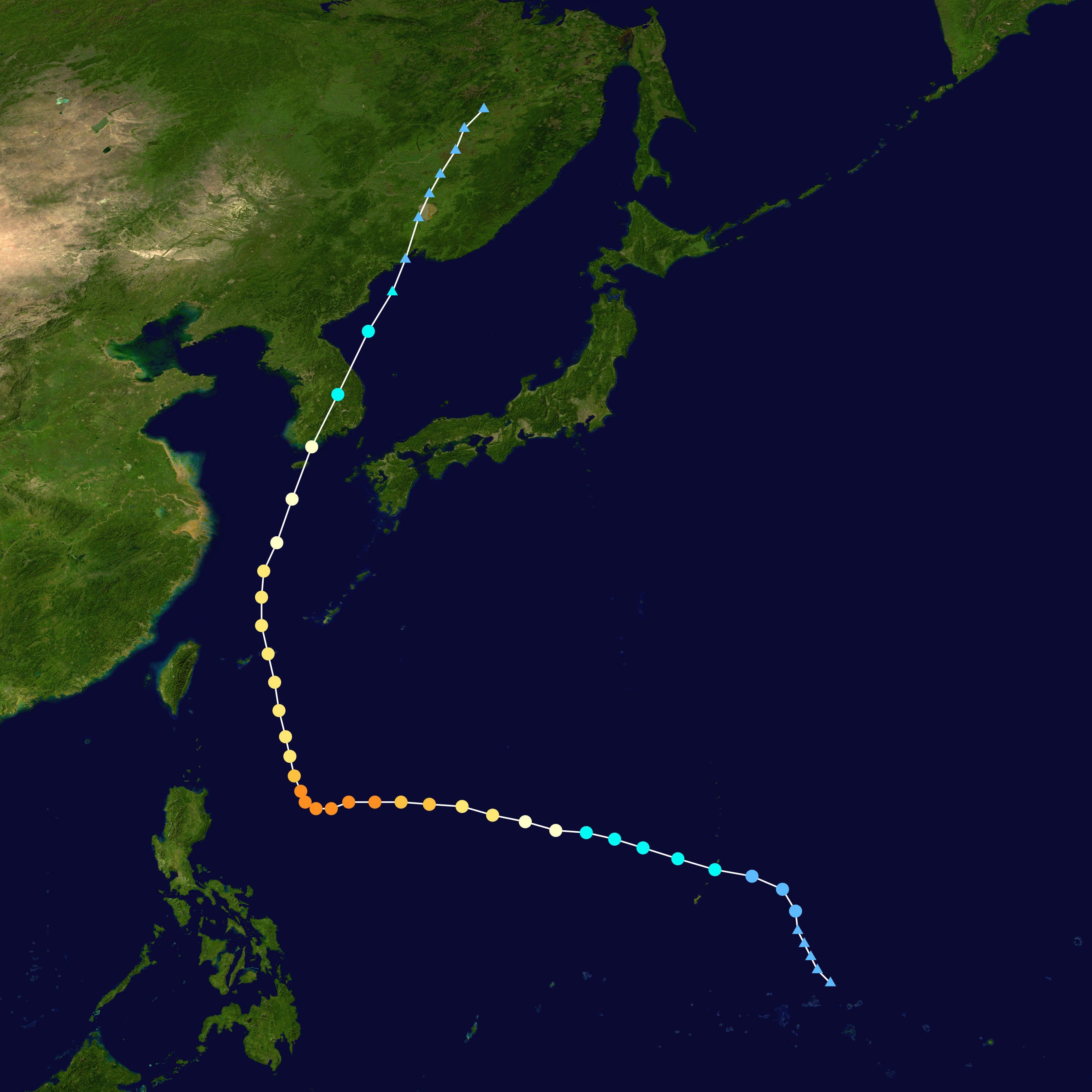
태풍 셀마의 경로

태풍 셀마의 기원이 되는 열대저기압은 7월 7일 오전 9시에 괌 섬 동쪽 해상에서 발생하여 느린 속도로 북상하였는데, 초기의 발달은 느려 좀처럼 태풍으로 격상되지는 못했다. 그러나 진행 방향을 서쪽으로 바꾸어 7월 8일 오후 9시경에 괌 섬의 북쪽으로 약 100km 떨어진 해상을 통과한 뒤에는 약간 빠르게 진행하면서 본격적으로 발달을 시작해, 마침내 7월 9일 오후 3시에는 제5호 태풍 셀마로 인정되었다. 이후 급속히 발달한 태풍은 7월 10일 오전 9시, 발생 초기 990hPa 이었던 중심기압이 975hPa 로 감소하였고, 이어서 7월 11일 오후 9시에는 64hPa 만큼의 기압이 더 낮아진 중심기압 911hPa 을 기록하여 최성기를 맞았다. 최대풍속은 50m/s (100kt), JTWC의 해석으로는 1분 평균 최대풍속 65m/s (130kt)였다.
당초, 7월 10일 즈음해서 전향을 하는 것으로 예측되고 있었던 태풍이었지만, 예상과는 다르게 서진을 계속하여 7월 12일 오전 9시에는 필리핀 루손섬의 동쪽 약 550km 부근 해상에 이르렀다. 태풍이 전향을 시작한 것은 바로 이 시점으로, 진행 방향은 거의 90도에 가깝게 꺾여, 태풍은 북쪽으로 나아갔다. 7월 14일 오전 9시경에는 일본 오키나와현의 미야코섬의 서부를 통과, 섬의 기상 관청에서는 최저해면기압 952.2hPa 과 최대순간풍속 43.3m/s를 관측했다. 당시 이 태풍의 세력은 중심기압 950hPa / 최대풍속 40m/s 로, 전향을 시작한 7월 12일 이후부터 지속적으로 약화되는 추세에 있었기 때문에 쇠약기에 접어드는 듯했으나 북위 26도를 넘으면서 재발달하여, 7월 14일 오후 9시에는 북위 27.4도의 꽤 높은 위도에서 중심기압 940hPa 로 강화되었다.
이윽고 7월 15일 오전 3시, 진행 방향을 북북동으로 선회한 태풍 셀마는 7월 14일의 재발달에 힘입어 강력한 위력을 유지한 채 한반도를 향해 빠르게 북상했다. 7월 15일 오후 3시에는 중심기압 955hPa / 최대풍속 40m/s 의 세력으로 제주도 서귀포 남쪽 약 150km 부근 해상까지 접근하였으며, 약 45km/h 의 매우 빠른 이동속도로 제주도 동부 지역을 스쳐 지나간 뒤 같은 날 오후 10시경, 고흥 반도에 상륙했다. 이때의 세력은 중심기압 970hPa / 최대풍속 40m/s 의 강도 “강”이었다. 이후에는 순천, 추풍령, 상주, 강릉순으로 한반도 내륙을 관통하여, 7월 16일 오전 6시경에는 동해상으로 빠져나갔고, 이내 동해 북부 먼 바다에서 온대저기압으로 변질되었다.

## 특징
태풍 셀마의 일차적인 특징은 매우 넓었던 영향 범위이다. 발생 초기부터 “대형”의 크기를 유지하면서, 최성기를 맞았던 7월 11일 중에는 영향 범위의 기준이 되는 강풍역 (풍속 15m/s 이상의 강풍 범위)의 직경이 한때 1850km 에 달하였다. 태풍의 크기 분류 중에서 가장 높은 단계인 “초대형”의 조건을 충족한 것이다. 이로 인해 당시 태풍의 서쪽에 위치했던 필리핀의 루손섬에서는 태풍 중심과의 거리가 500km를 넘고 있었음에도 직접적인 영향에 의한 높은 파도와 폭우에 의해 20여 명이 넘는 사상자가 발생했다. 북상하여 한반도 상륙을 수 시간 앞두었던 7월 15일 오후의 무렵에는 태풍의 쇠약과 함께 그 영향 범위도 꽤 축소되고 있었지만, 그럼에도 “대형”의 규모는 잃지 않은 채, 한반도에는 남동쪽 반경 550km, 북서쪽 반경 450km 만큼의 강풍역을 가진 “대형의 강한 태풍”으로서 상륙했다. 한반도 전역은 물론, 일본의 규슈 지방까지 이르는 폭넓은 지역이 이 영향권 내에 들어갔다.
게다가 태풍이 고흥 반도를 거쳐 한반도를 남서에서 북동으로 종단하는 경로를 밟았기 때문에, 태풍 경로의 오른쪽, 즉 위험반원에 놓여 있던 전라도 동부, 경상도, 강원도 일대에는 매우 강한 바람이 불었으며, 남부 지방에서는 기록적인 풍속이 잇달아, 여수 40.3m/s, 통영 39.6m/s, 부산 39.5m/s 등의 최대순간풍속을 관측했다. 태풍의 중심에서 꽤 멀리 떨어져 있었던 일본의 규슈 지방에도 이에 못지않은 최대순간풍속 30~40m/s 의 폭풍이 몰아쳤다. 이와 같이 위험반원의 바람이 강했던 원인으로는, 태풍의 진행 속도가 약 45km/h 로 상당히 빨라 바람의 힘을 강렬하게 만들었던 것과 태풍이 고위도까지 북상했음에도 세력이 크게 약화되지 않았던 것 등이 꼽히고 있다. 다만, 태풍의 빠른 이동속도는 위험반원의 바람 세기를 증대시켰던 반면에 가항반원의 바람을 약해지게 하는 효과를 가져왔다.
강수량은, 태풍이 한반도에 영향을 미쳤던 7월 15일 ~ 16일 사이에 강원도 영동 지방과 남부 해안가 지역을 중심으로 산청 296.5mm, 강릉 270.6mm, 남해 265.5mm 등을 관측, 여러 지점에서 200mm 이상을 기록했다. 이 강수량은, 1990년대 이후 태풍 글래디스, 태풍 재니스, 태풍 루사와 같은 큰 비를 수반한 태풍이 한반도에 잇달아 내습했기 때문에 현재의 기준에서는 그렇게 많은 강수량이 아니지만, 당시로서는 기록적인 것이었다. 강수량의 90% 이상은 태풍 전면에 분포된 강력한 강수대에 의한 것이었는데, 태풍이 빠르게 진행하여 비교적 단 시간 만에 한반도를 빠져나감에 따라 이 강수대의 영향을 받는 시간은 그렇게 길지 않았다. 따라서 전체적인 강수 시간 역시 줄어들게 되었으나, 태풍이 내륙에 머물렀던 약 7시간 동안에 많은 비가 집중적으로 쏟아져, 다른 의미로 더 위험하다고 할 수 있는 결과가 되었다.
한편, 태풍 셀마의 상륙 시 세력 (중심기압 970hPa / 최대풍속 40m/s) 은 특히 주목할 만한 부분으로, 이보다 강한 풍속으로 한반도에 상륙한 태풍은 2003년의 태풍 매미 밖에 없다.

## 기록
- 최대순간풍속 (상위 6지점)
  - 여수 40.3m/s
  - 통영 39.6m/s
  - 부산 39.5m/s
  - 진주 36.4m/s
  - 울진 34.2m/s
  - 마산 32.8m/s

- 최대풍속 (상위 6지점)
  - 울진 27.8m/s
  - 군산 26.7m/s
  - 통영 26.7m/s
  - 부산 25.7m/s
  - 마산 25.3m/s
  - 여수 25.0m/s

- 최저해면기압 (상위 6지점)
  - 서귀포 961.5hPa
  - 제주 966.3hPa
  - 완도 970.5hPa
  - 여수 971.8hPa
  - 광주 975.7hPa
  - 목포 976.8hPa

- 일최다강수량 (상위 8지점)
  - 산청 287.3mm
  - 남해 264.5mm
  - 고흥 216.8mm
  - 합천 213.5mm
  - 진주 188.3mm
  - 추풍령 187.8mm
  - 거창 184.1mm
  - 강릉 173.5mm
  - 광주 166.7mm

- 기간강수량 (7월 15일 ~ 7월 16일, 상위 8지점)
  - 산청 296.5mm
  - 강릉 270.6mm
  - 남해 265.5mm
  - 대관령 249.2mm
  - 합천 221.5mm
  - 고흥 218.8mm
  - 추풍령 218.1mm
  - 거창 199.6mm

- 1시간 최다강수량 (상위 6지점)
  - 고흥 61.5mm
  - 강릉 60.0mm
  - 산청 53.0mm
  - 남해 53.0mm
  - 대관령 43.4mm

## 피해

### 대응
태풍 셀마는 대한민국 기상청에 큰 오점을 안겨준 대표적인 태풍이다. 한반도에 상륙하기 하루 전인 7월 14일, 기상청은 태풍이 일본의 규슈 지방으로 향할 것으로 판단하여 한반도에는 간접적인 영향만을 미칠 것이라 예상했다. 그러나 7월 15일, 태풍은 기상청의 예상과는 달리 한반도에 상륙할 듯한 기세로 계속 북상했으며, 같은 날 다른 국가에서는 태풍의 한반도 상륙을 내다보고 있었다. 반면에 기상청은 14일의 예상 진로에서 조금 변경되었을 뿐인 태풍의 대한해협 통과를 예상, 한반도에는 큰 영향이 없을 것이라는 기존의 입장을 고수했다. 기상청의 예보대로 태풍이 한반도를 비켜가리라 생각했던 사람들이 대다수로, 태풍에 대한 대비는 그야말로 취약하기 그지없었다. 결국, 345명에 달하는 사망·실종자와 10만여 명의 이재민이 발생했다. 특히 사망·실종자 345명 중에서 절반 가까이가 태풍의 한반도 상륙 사실을 모른 채 피항을 하지 않았던 선박들의 침몰·좌초로부터 비롯된 것으로 진로 예측 실패가 피해를 키우는데 기여했음이 분명했지만,기상청은 실수를 덮고자 태풍이 이미 한반도를 관통하여 동해로 진출했음에도 불구하고 “태풍 셀마는 대한해협을 지나 동해로 빠져나갔다”고 태풍의 이동 경로를 조작하여 발표했다. 이 사실이 공식적으로 인정된 것은 후일 기상청이 잘못을 시인하면서였다.

### 피해 상황
- 인명 피해[6]
  - 사망·실종 345명
  - 이재민 10만여 명
- 재산 피해[6]
  - 6천억여 원 (2002년 화폐가치 기준)

## 그 외
- 1987년에는 중심기압을 기준으로 태풍의 강도를 분류했다. 그래서 한반도 상륙 직전 중심기압이 970hPa 이었던 태풍 셀마는, 당시의 기준으로 “B급 태풍”이 되고 있었다. 그러나 최근에는 풍속을 기준으로 태풍의 강도를 분류하고 있어, 최대풍속 40m/s 로 상륙한 태풍 셀마는 이전의 “A급 태풍”에 해당하는 강도 “강”이 된다.

- 대한민국에서는 “태풍 셀마”라고 하면 일반적으로 1987년의 제5호 태풍을 가리키지만, 다른 국가의 경우 “태풍 셀마”는 필리핀에서 5000명 이상의 사상자를 낸 1991년의 제25호 태풍으로서 더 잘 알려져 있다.

## 관련 통계
| 순위 | 발생일      | 태풍명        | 재산 피해액 (억원) |
| ---- | ----------- | ------------- | ------------------ |
| 1위  | 0215        | 루사          | 51,479             |
| 2위  | 0314        | 매미          | 42,225             |
| 3위  | 0603        | 에위니아      | 18,344             |
| 4위  | 2211        | 힌남노        | 17,978             |
| 5위  | 9907        | 올가          | 10,490             |
| 6위  | 1214 / 1215 | 덴빈 / 볼라벤 | 6,365              |
| 7위  | 9507        | 재니스        | 4,563              |
| 8위  | 8705        | 셀마          | 3,913              |
| 9위  | 1216        | 산바          | 3,657              |
| 10위 | 9809        | 예니          | 2,749              |

| 순위  | 태풍 번호                      | 태풍 이름                      | 상륙 시(직전) 중심 기압        | 상륙 지점                      |
| ----- | ------------------------------ | ------------------------------ | ------------------------------ | ------------------------------ |
| 1위   | 5914*                          | 사라                           | 942 hPa                        | 경남 거제도                    |
| 2위   | 0314                           | 매미                           | 950 hPa                        | 경남 고성군 부근               |
| 2위   | 2009                           | 마이삭                         | 950 hPa                        | 부산광역시 부근                |
| 3위   | 2010                           | 하이선                         | 955 hPa                        | 울산광역시 부근                |
| 3위   | 2211                           | 힌남노                         | 955 hPa                        | 부산광역시 부근                |
| 4위   | 0014                           | 사오마이                       | 959 hPa**                      | 경남 고성군 부근               |
| 5위   | 0215                           | 루사                           | 960 hPa                        | 전남 고흥군                    |
| 5위   | 9503                           | 페이                           | 960 hPa                        | 남해도                         |
| 6위   | 1216                           | 산바                           | 965 hPa                        | 남해도                         |
| 6위   | 8613                           | 베라                           | 965 hPa                        | 충남 보령시 부근               |
| 6위   | 5707                           | 아그네스                       | 965 hPa                        | 경남 사천시 부근               |
| ※비고 | *JTWC 해석의 한반도 상륙 태풍. | *JTWC 해석의 한반도 상륙 태풍. | *JTWC 해석의 한반도 상륙 태풍. | *JTWC 해석의 한반도 상륙 태풍. |
| ※비고 | **통영에서의 실측치.           |                                |                                |                                |

| 순위 | 태풍 번호 | 태풍 이름     | 최저 해면 기압 | 관측 연월일 | 관측 장소 |
| ---- | --------- | ------------- | -------------- | ----------- | --------- |
| 1위  | 5914      | 사라          | 951.5 hPa      | 1959/9/17   | 부산      |
| 2위  | 0314      | 매미          | 954.0 hPa      | 2003/9/12   | 통영      |
| 3위  | 2211      | 힌남노        | 955. hPa       | 2022/9/6    | 부산      |
| 4위  | 2009      | 마이삭        | 957.0 hPa      | 2020/9/03   | 거제      |
| 5위  | 2010      | 하이선        | 957.6 hPa      | 2020/9/07   | 부산      |
| 6위  | 3693      | (태풍 3693호) | 959.4 hPa      | 1936/8/27   | 제주      |
| 7위  | 0014      | 사오마이      | 959.6 hPa      | 2000/9/16   | 통영      |
| 8위  | 8705      | 셀마          | 961.5 hPa      | 1987/7/15   | 서귀포    |
| 9위  | 8712      | 다이너        | 961.7 hPa      | 1987/8/31   | 부산      |
| 10위 | 1215      | 볼라벤        | 961.9 hPa      | 2012/8/28   | 흑산도    |

| 순위 | 태풍 번호 | 태풍 이름 | 사망·실종(명) |
| ---- | --------- | --------- | ------------- |
| 1위  | 3693      | 3693호    | 1,232         |
| 2위  | 2353      | 2353호    | 1,157         |
| 3위  | 5914      | 사라      | 849           |
| 4위  | 7214      | 베티      | 550           |
| 5위  | 2560      | 2560호    | 516           |
| 6위  | 1428      | 1428호    | 432           |
| 7위  | 3383      | 3383호    | 415           |
| 8위  | 8705      | 셀마      | 345           |
| 9위  | 3486      | 3486호    | 265           |
| 10위 | 0215      | 루사      | 246           |

## 같이 보기
- 1987년 태풍